# Histoire de la marine algérienne

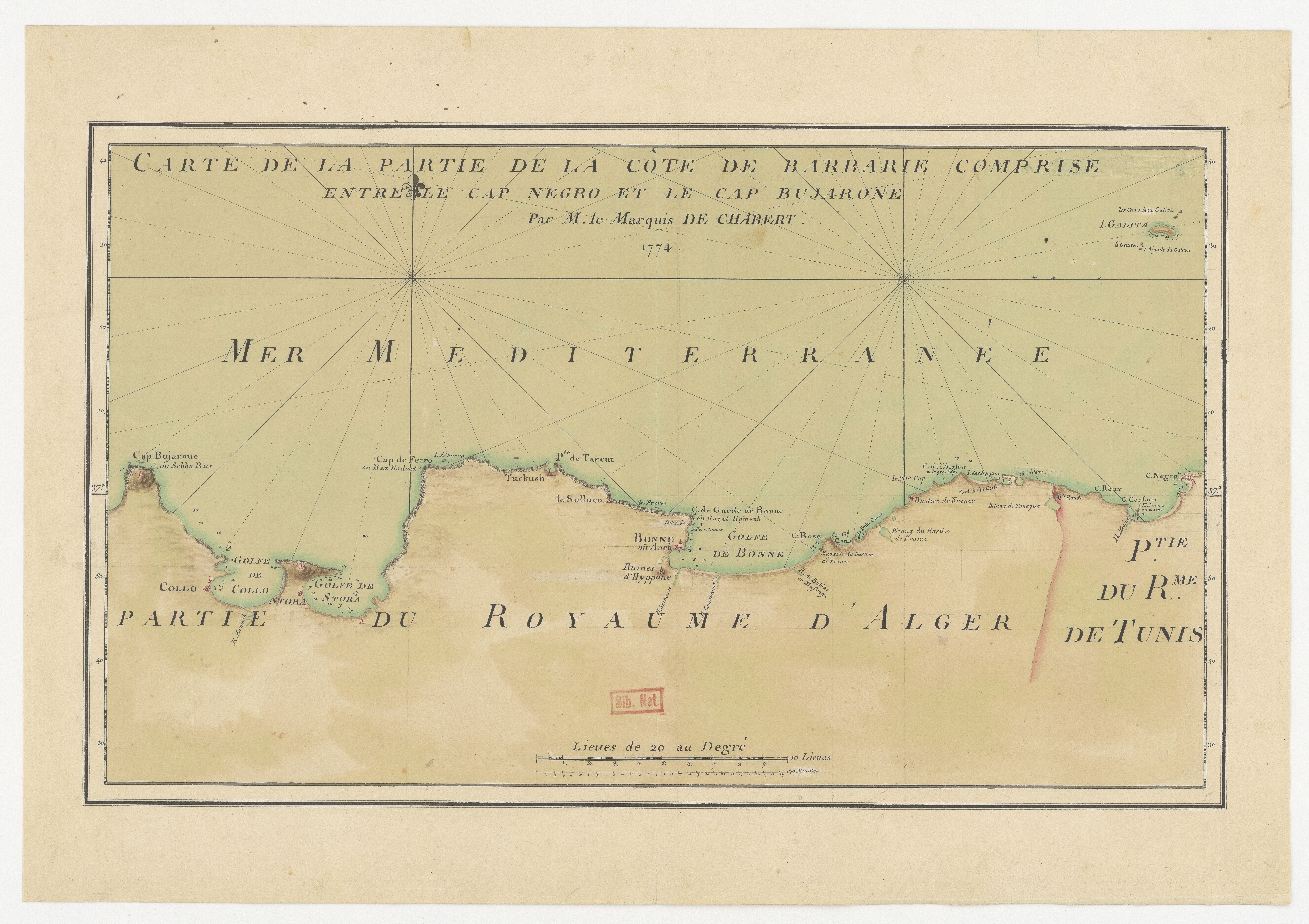
La côte algérienne en 1774 d'après le géographe français Joseph Bernard de Chabert.

L'histoire de la marine algérienne, est liée à la façade méditerranéenne qui a influencé l'histoire du pays.

## Les origines de la navigation en Afrique du Nord
Les ports naturels et les défenses des villes côtières, la proximité de l'eau douce et l'arrière-pays riche et productif attirèrent les Romains, Vandales, 
Byzantins et Arabes. 

### Les premières traces d'une activité maritime: l'antiquité numide et punique

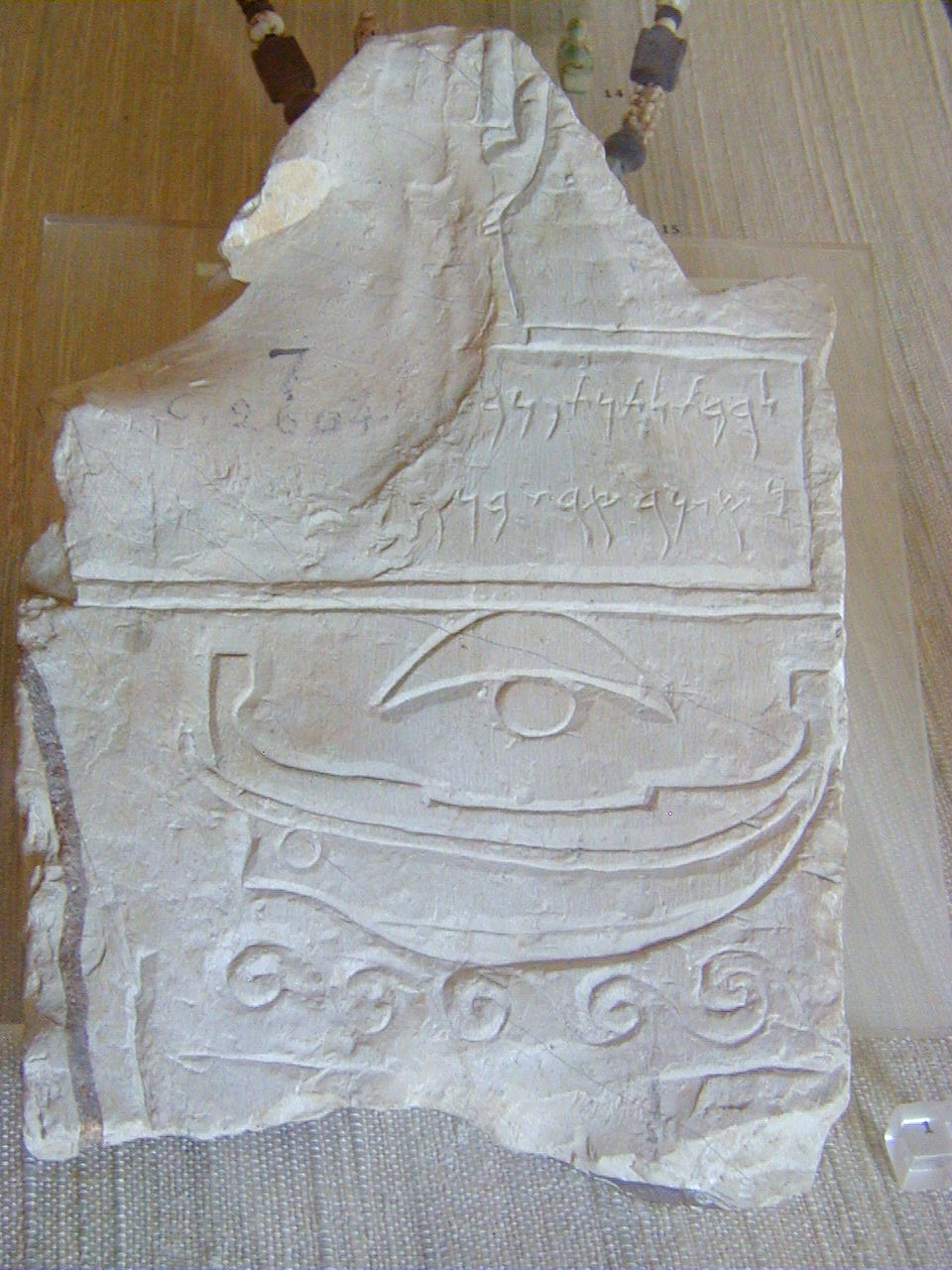
Navire numide sur une stèle carthaginoise (Musée national de Carthage).

Si la navigation a pu être pratiquée par les premiers Numides pour la pêche sur de petites embarcations, c'est à l'influence punique que les Numides doivent l'apport des sciences de la navigation et de la construction de navires pour la haute mer. Les Phéniciens, puis les Carthaginois implantent et maintiennent une série de points côtiers qui leur permettent de commercer par cabotage. Les côtes algériennes ont mauvaise réputation depuis l'Antiquité pour leur aspect difficile et escarpé ; hormis certains mouillages reconnus comme sûrs et propices au stationnement de navires (Mers el-Kébir qui passe pour être le meilleur, Alger, Béjaïa ...) . C'est dans ce cadre que la ville d'Alger, alors dénommée Ikosim est fondée vers le VIe siècle av. J.-C. Elle est intégrée au dispositif des échelles puniques : une série de ports, qui constituent des points relais espacés de 25  à   45 km le long des côtes nord-africaines.
La Numidie, puissance terrestre, est très peu portée vers la mer et l'on dispose de très peu d'informations sur les activités maritimes numides (contrairement à celles de leur voisin de Carthage). Une chronique rapporte, sous le règne de Massinissa, qu'une flotte numide avec à sa tête un commandant, dérobe des défenses d’éléphant d'une grande valeur dans le temple de Junon sur les côtes de Malte.

### Des Romains à la conquête arabe

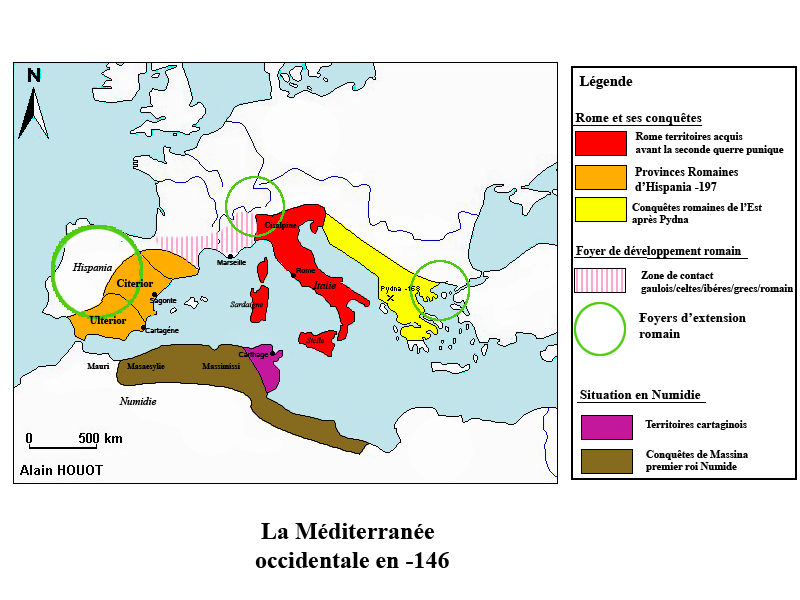
La méditerranée en 146 av. J.-C..

L'expansion carthaginoise et romaine provoqua des conflits, et les hostilités éclatèrent lors des guerres puniques (264 av. J.-C. à 146 av. J.-C.). Les tribus numides soutinrent différents camps dans cette guerre. Le roi Massinissa, s'allia à Rome et prit part à la bataille de Zama durant la deuxième guerre punique survenu en 202 av. J.-C., qui mit fin à la guerre avec la défaite de Carthage. La fin de la troisième guerre punique (149 av. J.-C.-146 av. J.-C.) et le pillage de Carthage marquèrent le début de la présence romaine en Afrique du Nord. Avec le soutien des Romains, Massinissa établit son propre royaume de Numidie, à l'ouest de Carthage, avec Cirta (Constantine) comme capitale. La Numidie s'épanouit sous son règne et celui de son fils Micipsa. Lorsque Bocchus II roi de Maurétanie mourut en 33 av. J.-C., il légua son royaume à Rome. Néanmoins, l'empereur romain Auguste choisit de ne pas annexer le pays, et la Maurétanie devint un royaume autonome mais qui restera le vassal économique, politique et militaire de Rome. Il nomma Juba II sur ce royaume client dont sa principale mission est de protéger la frontière occidentale de Rome et de contrôler les côtes. La Maurétanie fut divisée après la mort de Juba II, c'est ainsi qu'à vu naître la Maurétanie césarienne (actuelle Cherchell) à sa tête Ptolémée de Maurétanie. Des villes côtières furent fondées comme Tipasa, Caesarea, Hippo Regius et Icosium, dont les ports constituaient le noyau central  pour le contrôle des côtes. Rome exerça sur la méditerranée, artère vitale de son empire, une maîtrise absolue.

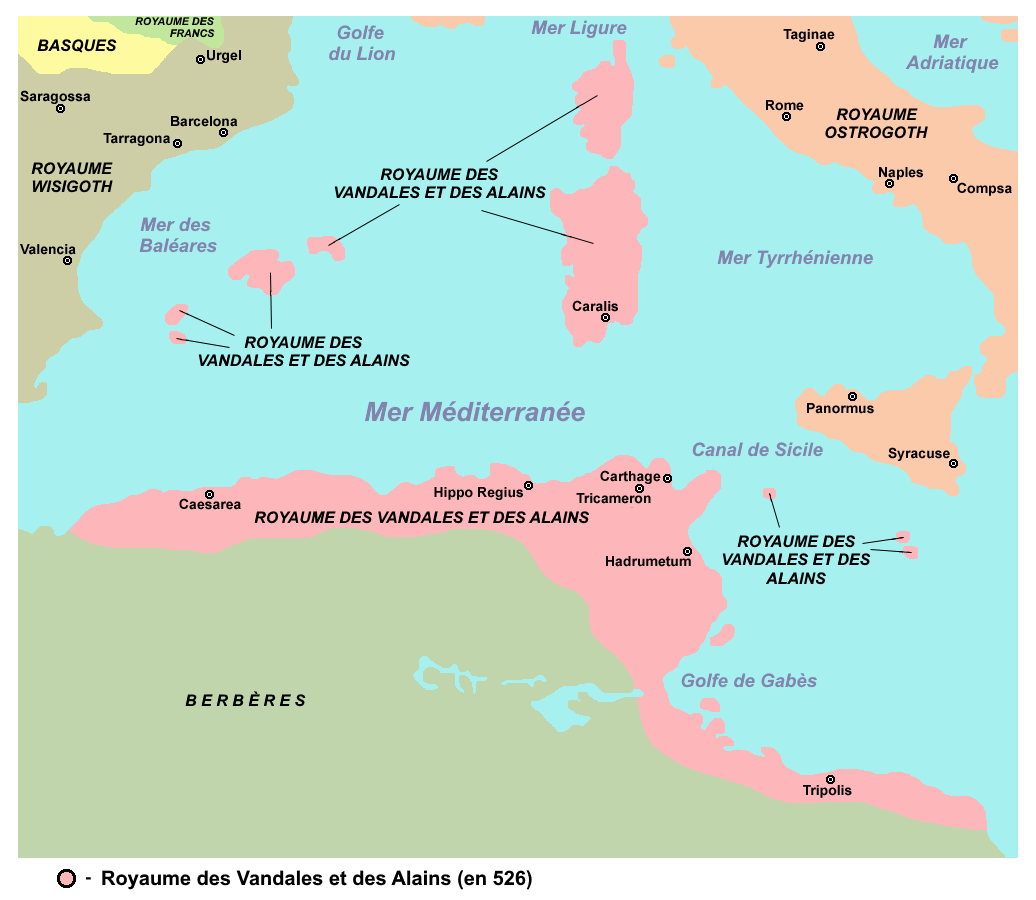
Carte du royaume des Vandales et des Alains en 526.

Les Vandales arrivent en Maurétanie en 429 et rentrent à Hippone en 430. Ils ont assuré leur autorité sur toutes les villes du nord de l'Algérie pendant un siècle. Le roi Genséric écrase les armées conjointes des empires romains d'Orient et d'Occident, qui sont envoyées contre lui. En 435, il conclut un traité avec les Romains, en vertu duquel, les Vandales conservent la province romaine de Maurétanie césarienne et une partie de la Numidie, étendue jusqu’à Hippone et Calama, en tant que peuple fédéré de Rome. Forts de leur domination des villes côtières, et d'une complicité avec les Berbères de l'intérieur du pays, les Vandales prennent en 439 Carthage, réserve de la flotte romaine d'Occident. Depuis leur port de Carthage, les Vandales lançaient leur flotte et contrôlaient la Méditerranée. La marine de Genséric pillait tous les navires qui croisaient son chemin et faisait des raids sur les côtes. Les tentatives des Romains pour chasser Genséric et son peuple d'Afrique du Nord n'aboutirent à rien, et ainsi en 442, les Romains reconnurent le Royaume Vandale comme un pouvoir politique légitime, et un traité fut signé entre Genséric et Valentinien III. En 455, Genséric lance une attaque contre l'Italie avec sa flotte, et arriva à Ostie et marcha sur Rome. Les Romains reconnurent que leur force militaire était insignifiante par rapport à celle des Vandales. En 460, les Romains rassemblèrent leurs forces et lancèrent une attaque contre les Vandales, mais Genséric s'emparera de la majeure partie de la flotte romaine. En 468, les deux parties orientale et occidentale de l'Empire s'unirent contre les Vandales et envoyèrent contre eux l'ensemble de leur flotte. Genséric surprit les Romains et les vainquit, détruisant 600 de leurs navires et capturant les autres. Rome fut obligée de demander la paix. Après la mort de Genséric en 478, le royaume vandale commença à décliner. Les Maures se soulevèrent contre le royaume vandale du nord et défirent les forces d'Hildéric vers la fin de son règne. Sa défaite devant les Maures pousse son cousin Gélimer à le déposer, et il devint roi des vandales en 530. Trois ans plus tard il fut battu par les Byzantins commandés par le général Bélisaire. Le royaume vandale d'Afrique du Nord était tombé, et avec lui les Vandales furent dispersés.

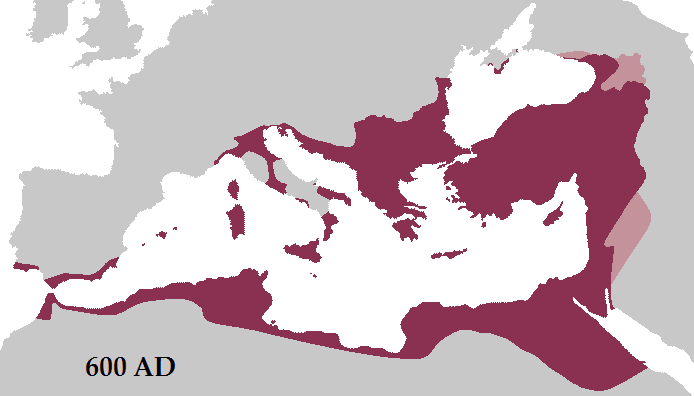
L'Empire byzantin vers l'an 600.

Les Byzantins avaient un problème avec les Berbères et les africains romanisés. Ces derniers ont été persécutés par les Vandales et ça va continuer sous l'autorité byzantine.Les rebelles berbères sont définitivement abattus en 548. De 550 à 554, un contingent byzantin conquiert une large bande de terre au sud-est de l'Espagne. La Méditerranée est redevenue une mer romaine, même si l'ancien Empire n'existe plus. Après une accalmie durant le règne de Justinien Ier, le déclin de l'Empire s'accentue sous ses successeurs. Les reconquêtes d'Héraclius sont sans lendemain, et les territoires recouvrés vont être conquis en une décennie par les Arabes musulmans, dont l'expansion fulgurante débute quelques années après la mort du prophète Mahomet en 632. La conquête musulmane du Maghreb va se faire de 647 à 709. Toutes les batailles étaient terrestres. L'utilisation des flottes marines était insignifiante.

Cate des premières conquêtes musulmanes de 630 à 820

## L'impulsion ziride et hammadide: un nouveau rôle en Méditerranée
Le Maghreb central va connaître, au cours du Xe siècle, l’avènement d'une dynastie berbère sanhadja, les Zirides dont la capitale est Achir (une ville de l'arrière-pays) avant de migrer vers Kairouan pour remplir le rôle d'émir au service des califes Fatimides. Les Zirides fondent, sur la modeste bourgade qu'est devenue Icosium, Alger (Al Jaza'ir) qui devient rapidement un port et une ville commerçante de premier plan. La ville possède notamment une flotte marchande qui établit des liaisons avec Al-Andalus et la Méditerranée occidentale. Les Zirides héritent d'une partie de la flotte fatimide au Xe siècle (alors reconnue comme dynastie califale) ; cette flotte est basée à Mahdiya (Tunisie) et les Zirides occupés par des problèmes internes délaissent cette flotte dans un premier temps. Ils implantent cependant des chantiers navals en Tunisie et à Béjaïa (la Kabylie, arrière-pays de cette ville fournit les quantités de bois nécessaire à la construction et l'entretien de la flotte). Les Zirides et leurs successeurs Hammadides continueront à envoyer régulièrement des renforts navals, jusqu'aux années 1070, aux émirs kalbites de Sicile, face à l'implantation et l'avancée des Normands.
Une branche des Zirides, les Hammadides, fait sécession et s'érige en dynastie régnante sur le Maghreb central au XIe siècle. Ils développent la ville de Béjaïa jusqu'à en faire un port méditerranéen de premier plan au XIe siècle. La position littorale de leur nouvelle capitale les tourne vers la mer. L'arrière-pays leur fournit les ressources nécessaires pour le maintien d'une flotte importante, El-Idrîsî (XIIe siècle) décrit la ville :
« Il y a un chantier où l'on construit de gros bâtiments, des navires et des galères, car les montagnes et les vallées environnantes sont très boisées et produisent de la résine et du goudron d'excellente qualité. ».
La ville de Béjaïa devient la base hammadide pour les expéditions au pays des Roum (Italie médiévale et Sicile). La flotte hammadide est également une flotte marchande et de corsaires. Cependant elle doit faire face à la concurrence des marchands italiens, notamment génois. Le long de ce littoral méditerranéen se développent par ailleurs des ports comme Bône, Oran et Alger dominés par des marchands d'origine andalouse. Les Hammadides tournent leurs premières expéditions contre Mahdiya (siège politique de leur cousins et rivaux Zirides). Face au déclin maritime ziride, la flotte hammadide ne tarde pas à sillonner toute la Méditerranée. Mais elle doit faire face à la puissance émergente des Normands de Sicile. La bataille de Mahdia (1054) voit l’échec de la flotte hammadide face à une flotte sicilienne normande de 20 navires venus délivrer les Zirides de la tutelle hammadide. Les Normands évincent ensuite les Hammadides de certaines positions méditerranéennes comme Djerba en 1135.
L'accroissement de l'activité maritime influence la politique locale durant toute la période médiévale. Les ports prennent une grande importance dans la vie politique, économique, sociale et culturelle du Maghreb. À partir du Xe siècle, ces villes deviennent un enjeu pour les pouvoirs en place et nécessitent une présence accrue et renforcée. Cette mutation politique est décrite dans l'ḥisba du sévillan Ibn ‘Abdūn au XIe siècle. La citadelle, est traditionnellement le siège du gouvernement et se trouve située dans la mesure du possible en hauteur, des éléments plus légers protègent le bassin du port. À Béjaïa, deux édifices au contact de la mer visent à défendre le bassin (l'actuelle Casbah et le bordj AbdelKader) en plus de bénéficier d'un abri dans les remparts pour les navires.
Les Almohades et les autres dynasties postérieures prolongent cette politique maritime de leur prédécesseur. Le port de Honaïne, débouché de Tlemcen, connaît un aménagement similaire avec des fortifications, une casbah (citadelle) et différents éléments de défense, notamment un arsenal, des tours (bordj) et des remparts. Deux fonctions chargées des affaires maritimes sont affiliées aux administrations des gouverneurs ou aux sultans : le « chef de la mer » qā’id al-baḥr ou « chef de la flotte » qā’id al-usṭūl et un chef des douanes. La marine prend un rôle de premier plan au Moyen Âge car au centre des relations avec les nations chrétiennes, tant commerciales que conflictuelles. Vers la fin du XIVe siècle, un certain Muhammad b. Abī Mahdī, amiral (qā’id al-usṭul) de Béjaïa, est tuteur de l’émir de la ville (dissident Hafside), encore mineur, et gouverneur de fait de la ville. Il développe à grande échelle le corso (piraterie) contre les nations chrétiennes et prévoit des dispositifs de défense de la ville.
Les Almohades héritent de la flotte des Zirides et Hammadides qu'ils ont conquis ; ainsi ils sont à la tête d'une des plus grandes flottes du bassin méditerranéen. Béjaïa devient un des principaux arsenaux de leur dispositif maritime en Méditerranée. Abd el Mumin, premier calife almohade, met en place un gouverneur issu de sa propre famille, témoignant de l'importance stratégique de la ville.

## La régence d'Alger: une puissance maritime de premier plan en Méditerranée

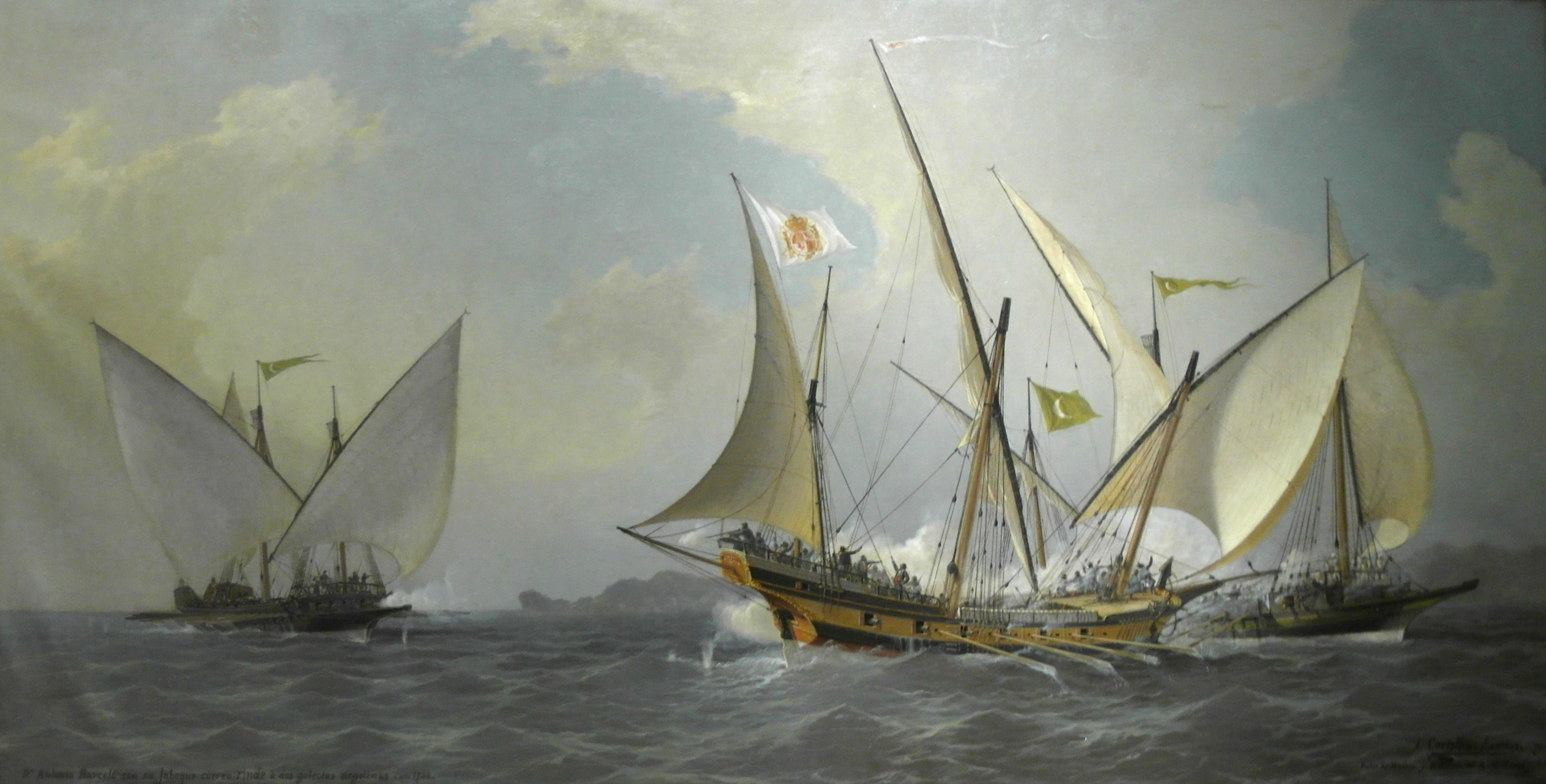
Le chébec du marin espagnol Dom Antoine Barcelo (au centre) face à deux galiotes de la régence d'Alger. (1738)

Au début du XVIe siècle, Alger est une petite bourgade marchande entretenant une activité corsaire. Les Espagnols s'implantent sur le littoral d'Afrique du Nord et prennent un rocher-forteresse face à la ville : le Peñon. En 1516, les Algérois, pour se défaire de cette emprise espagnole, font appel à des corsaires devenus célèbres en Méditerranée, les frères Barberousse.
L'implantation des frères Barberousse, corsaires d'origine grecque convertis à l'islam, à Jijel puis Alger au début du XVIe siècle va ouvrir un nouveau chapitre dans l'histoire maritime locale. Aroudj puis son frère Kheirredine Barberousse, établissent un État centré sur Alger durant trois siècles, avec une tutelle ottomane plus ou moins marquée.
À partir de leurs anciens exploits de corsaires, du butin amassé par la course en Méditerranée, du reste des forces navales locales, du ralliement de renégats et corsaires européens, ainsi que de l'appui de l'Empire ottoman, les Barberousse constituent les bases d'une flotte redoutable, véritable fer de lance contre les visées européennes et en particulier espagnoles en Méditerranée occidentale.
En 1529, Kheireddine s'empare du Penon faisant face à la ville et relie le rocher au port en réalisant la jetée. Ces travaux permettent à Alger de devenir un port sécurisé pour les entreprises navales et corsaires en Méditerranées. La ville devient rapidement le principal port de corsaires en Méditerranée. La corporation des chefs-corsaires, la taïfa des raïs (en arabe :tā’ifat al-ru‛asā), devient une force politico-militaire de premier plan.
En 1530, la flotte se compose de 60 bâtiments, dont ceux de nombreux corsaires, basés principalement à Alger mais aussi à Cherchell. Divers aléas font qu'au retour d'une expédition sur Tunis (1535), Kheireddine ne dispose que de 9 navires en état de naviguer pour la seule ville d'Alger. Il fait alors construire 8 galères supplémentaires.
La flotte d'Alger est impliquée très tôt dans diverses batailles navales en Méditerranée occidentale ; en 1540 une flotte de 16 bâtiments est défaite par l'Espagnol Bernard Mendosa. Le 5 juillet 1553, Salah Pacha prend la tête d'une escadre de 40 navires et bat les Portugais dans la rade de Velez ; en 1556, il prend la tête d'une escadre de 30 bâtiments pour mettre le siège devant Oran, en étant assuré de renforts de la flotte du sultan ottoman. Hassan, fils de Barberousse, va mener les navires de la régence contre ses voisins qui ne disposent pas de flotte de guerre pour rivaliser. En 1557, 40 galères ou galiotes se lancent dans une expédition contre le roi de Fez. Enfin il prend part au Grand Siège de Malte, allié aux Ottomans, à la tête d'une flotte de 28 galères ou galiotes.
En 1570, une flotte de 7 galères et 12 galiotes, que commandait El-Hadj Ali el-’Oldj, s'empare de 4 galères de Malte : la Patronne, la Sainte-Anne,la Saint-Jean, et la Capitane. Divers trophées tels que les bannières, étendards, boucliers, provenant de ces prises restent suspendus durant 8 ans à la porte de la marine (bab al bhar). En 1571, il participe à la tête d'une escadre de 60 navires à la bataille de Lépante où il subit une lourde perte aux côtés des Ottomans et de leurs dépendances.
Selon Diego de Haedo, les forces d’Alger (comprenant les bâtiments basés à Cherchell) se composaient, en 1581, de 35 galiotes — dont 2 de 24 bancs, 1 de 23 bancs, 11 de 22 bancs, 8 de 20 bancs, 10 de 18 bancs, 1 de 19 bancs, et 2 de 15 bancs — et d’environ 25 frégates (petits navires à rames et non pontés), de 8 à 13 bancs.
Si depuis l'époque médiévale les activités de piraterie opposent chrétiens et musulmans (pirates normand, maltais et berbères), l'essor de la navigation à Alger doit beaucoup à deux catégories de populations: les « renégats », convertis d'origine européenne, et les Andalous fuyant l'Espagne des rois catholiques.
Les conversions sont le fait d'Européens attirés par la perspective d'une carrière dans la ville d'Alger qui apparaît alors comme un État-corsaire aux yeux des gens de la mer. Elles concernent également les nombreux captifs qui y voient un moyen d’améliorer leur sort au sein du pays. L'importance des renégats est telle que dans la deuxième moitié du XVIe siècle ils représentent près de la moitié de la population de la ville d'Alger. Dès la mort du fondateur de la régence, ils accèdent même au poste de beylerbey comme en témoigne la nomination de Hassan Agha (1535-1543) d'origine sarde. Ils mettent en place des chantiers navals entièrement composés d'Européens d'origine qui jouent un rôle considérable dans le développement et l'entretien de la flotte. Cependant la flotte reste légère, composée de galiotes, brigantins et chebecs ; les renégats ne semblent pas avoir songé à introduire les navires « ronds », plus manœuvrables comme le galion, existant dans les flottes européennes dès 1530, hormis pour l'apparat.
L'essor des navires à voiles ronds dans l'Atlantique, que les Vénitiens appellent bertone et qui franchissent le détroit de Gibraltar, impose une nouvelle donne en Méditerranée. Les galiotes et autres navires classiquement employés sont insuffisants pour aborder ces vaisseaux venus de l'Atlantique. Les équipages méditerranéens ou turcs ne sont d'aucun secours dans l’acquisition des techniques de manœuvre ou de construction de ces navires ronds qui leur sont inconnus. C'est donc d'autres renégats originaires de l'ouest et du nord de l'Europe (Anglais, Flamands, Français du Ponant, Allemands...) qui vont introduire la navigation des vaisseaux ronds dans la marine algérienne, lui donnant un second souffle au début du XVIIe siècle. C'est le corsaire flamand Simon Dansa qui introduit les premiers navires ronds à Alger de 1606 à 1609, et en enseigne l'usage aux Algériens ; les autorités lui réservent un accueil favorable. Il ramène à Alger, en trois ans, près de quarante vaisseaux de commerce capturés.
La flotte d'Alger va subir une transformation radicale : les navires à rame qui constituaient la totalité de la flotte vont laisser place à toutes sortes de vaisseaux ronds. En 1625, il est dénombré 6 galiotes pour une centaine de vaisseaux ronds (galions, polacres, brick). L'organisation de la marine change également, au côté de l'amiral (qobtane raïs) est adjoint un capitaine des vaisseaux ronds.
Il subsiste cependant, dans les ports secondaires de la régence, un corps de vaisseaux traditionnels, qui est le fait de marins locaux ou originaires d'Italie dont les prises sont de plus en plus maigres excepté les raids efficaces qu'ils mènent sur les côtes d'Europe du Sud.
Les navires ronds et les Ponantais (navigateurs de l'Atlantique) apportent une impulsion nouvelle à la course algérienne. Elle dépasse le détroit de Gibraltar et s'étend sur les côtes et îles atlantiques, l'expansion est brutale et la prospérité de la ville atteint son apogée (jusqu'à 200 000 habitants au milieu du XVIIe siècle). En neuf ans, de 1613 à 1623, 936 navires sont capturés. Les corsaires conquièrent brièvement les îles de Santa Maria et Pirègue, razzient Madère, les côtes islandaises et danoises. Des raids visent également les Cornouailles anglaises et l'Irlande.

### Organisation des équipages

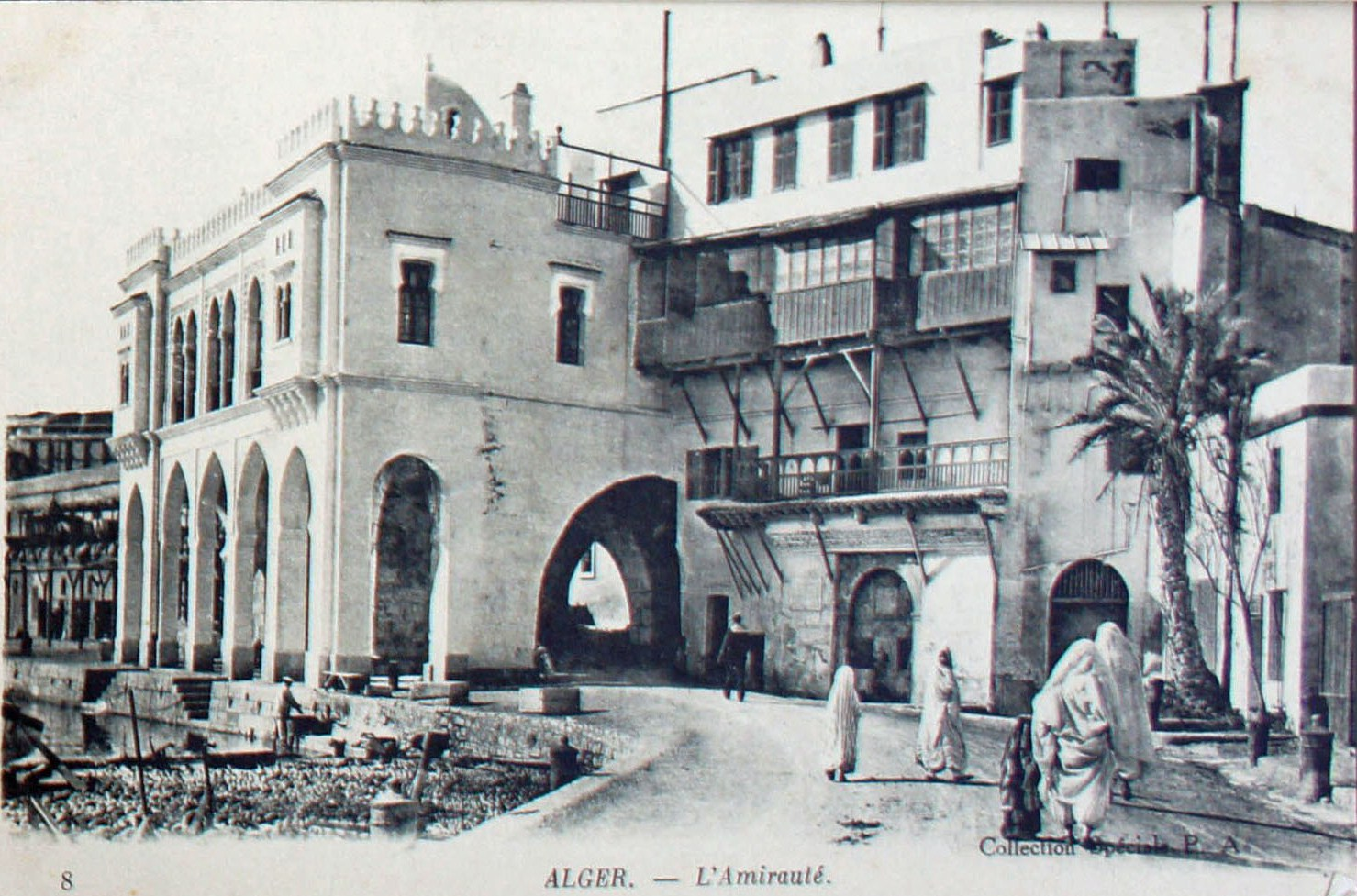
Bordj el Fanar (v.1916), siège du qobtane raïs

Les navires de la régence sont une source importante de revenus pour l’État. Ils exercent en effet tous une activité corsaire, destinée à financer leur équipement et à rémunérer leurs marins en plus de reverser une part au port local. Les navires et chacun de leur équipage sont sous le commandement d'un raïs, un commandant ; le grand chef des raïs est le qobtane raïs (maître de port, amiral) qui siège à l'amirauté.
L'officier en second est le bach-raïs, il a pour adjoint un bachtobdji, chef des canonniers. L'équipage comporte également un raïs-etteric, qui prenait le commandement des navires capturés. Il y a un khodja, secrétaire et aumônier à la fois, qui est chargé des signaux et un médecin-chirurgien, Bach-Djerrâh, avait la garde des remèdes. Les matelots à l'avant du navire étaient désignés par le terme baharia et ceux de l'arrière par celui de sotta-raïs. Les marins de base étaient soldés d'un sequin par campagne, soit un mois et demi de navigation en moyenne. Un détachement de soldats accompagne également l'équipage pour les assister uniquement lors des abordages. Le pouvoir des raïs et l'importance de la marine pour la régence d'Alger est telle que tout Algérien réquisitionné par eux pour servir sur les navires ne pouvait refuser sous peine d'une sanction allant jusqu'à la peine de mort.

## Pendant la colonisation française
Le 14 juin 1830, commence le débarquement des Français en Algérie à la suite d'un incident diplomatique avec le dey d'Alger lié à une dette française que le consul de France a refusé d'honorer. L'Algérie reste 132 années sous colonisation française jusqu'au 5 juillet 1962 date de son indépendance.
En 1830, les Français occupèrent Mers El-Kébir, agrandirent le port en 1868 et le dotèrent du phare Saint-André. Ils créèrent la base navale de Mers El-Kébir en 1937. Au moment de la défaite française devant les allemands, en juin 1940, une escadre importante s'y trouvait. Après la Seconde Guerre mondiale, la France utilisa sa base navale à Mers El-Kébir comme base de soutien pour ses essais atomiques. Les accords d'Évian du 18 mars 1962, qui reconnaissaient l'indépendance de l'Algérie, autorisaient la France à conserver sa base durant 15 ans, mais elle se retira cinq ans plus tard,.
Les installations de la base furent transférées aux Forces navales algériennes le 2 février 1968 et Mers El-Kébir devient lors de sa rétrocession la principale base de la nouvelle marine algérienne.

## À partir de 1962

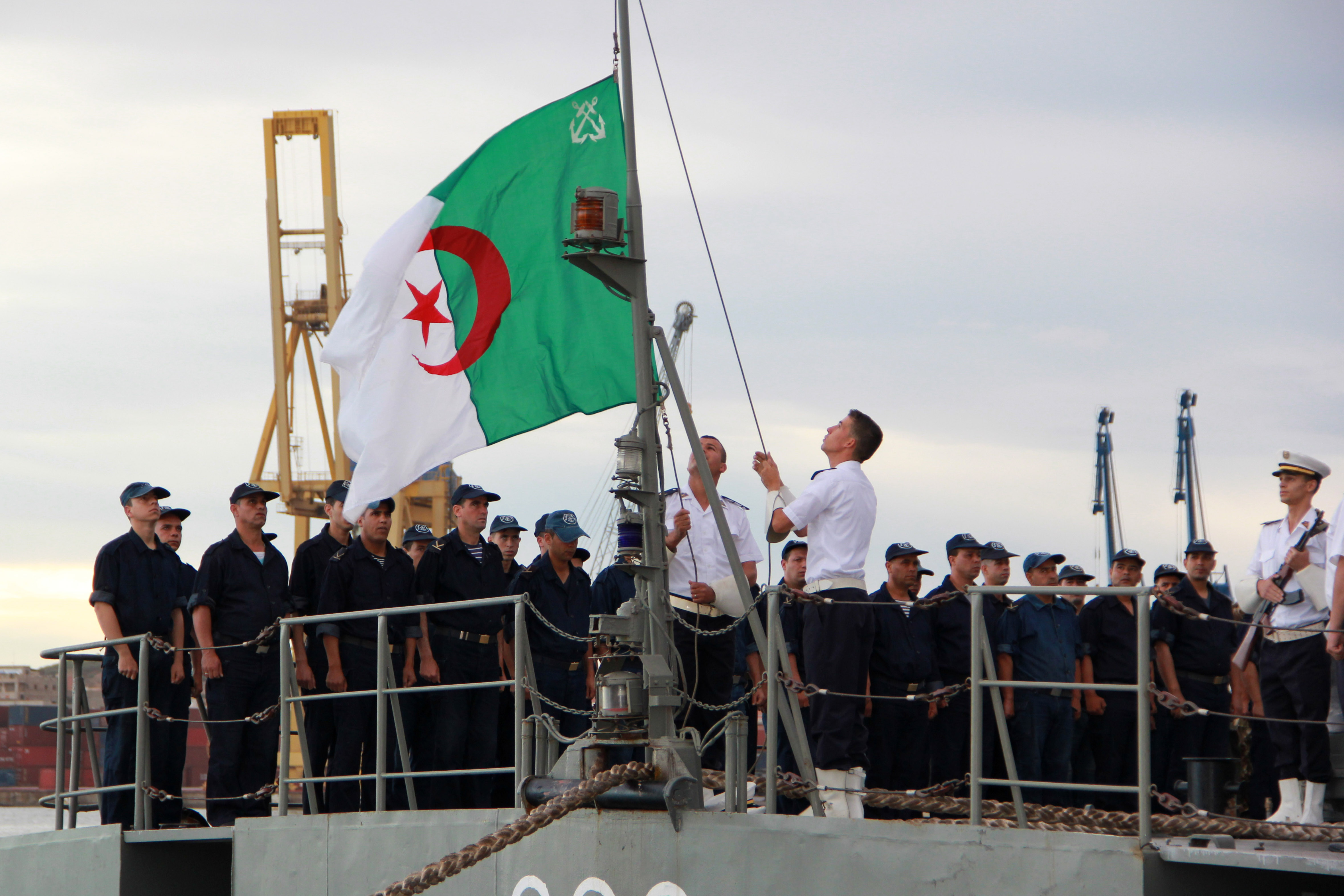
Des marins algériens à bord de la frégate algérienne Rais Kellich (F-902) se préparent à la phase en mer de l'exercice Phoenix Express 2017, le 12 mai.